# Rowlandius solanllyae
Espèce
Rowlandius solanllyae est une espèce de schizomides de la famille des Hubbardiidae.

## Distribution
Cette espèce est endémique de la province de Puerto Plata en République dominicaine. Elle se rencontre à Sosúa dans la grotte Cueva de los Murciélagos.

## Description
Le mâle holotype mesure 4,30 mm.

## Étymologie
Cette espèce est nommée en l'honneur de Solanlly Carrero Jiménez.

## Publication originale
- Teruel, 2021 : Una especie nueva de Rowlandius Reddell & Cokendolpher, 1995 (Schizomida: Hubbardiidae), del norte de República Dominicana. Revista Iberica de Aracnologia, no 39, p. 67–72.